# 노랑배주머니박쥐
노랑배주머니박쥐 또는 노랑배대꼬리박쥐(Saccolaimus flaviventris)는 대꼬리박쥐과에 속하는 박쥐의 일종이다. 오스트레일리아에서 배타적으로 발견되며, 파푸아뉴기니 일부 지역에서는 덜 흔하다. 오스트레일리아 대부분의 지역에서 널리 발견되지만, 작은 크기와 야행성 활동 그리고 연구하기가 어려울 정도로 대부분의 작은박쥐류 종들의 눈에 잘 띄지 않는 성질때문에 노랑배주머니박쥐의 생태에 대해서는 극히 일부만이 알려져 있다.